# Centro Cultural Estación Mapocho
El Centro Cultural Estación Mapocho está ubicado en el Parque de Los Reyes, en el centro histórico de la ciudad de Santiago, la capital de Chile. Ocupa el edificio de la antigua Estación Mapocho de la Empresa de los Ferrocarriles del Estado, que fue reconvertida e inaugurada en su nueva calidad en 1994.
El centro cultural es un espacio patrimonial destinado a la difusión cultural del país. Acoge a entre 800 000 y un millón de visitas por año en diversas actividades, expresiones artísticas y culturales. Recibió el Premio Reina Sofía de Patrimonio Cultural. Además es un punto de encuentro en torno a ferias, congresos y conferencias internacionales. Su historia y ubicación privilegiadas en el corazón de Santiago, convierten a la exestación de ferrocarriles en una referencia cultural para visitantes chilenos y extranjeros.
Con una superficie de más de veinte mil metros cuadrados distribuidos en cuatro niveles, posee un enorme valor histórico, patrimonial y emocional para los santiaguinos. El centenario edificio fue remodelado entre 1991 y 1994. Desde la inauguración como centro cultural en ese último año, su director ejecutivo es el periodista y sociólogo Arturo Navarro.

## Historia

### Estación Mercado
Durante el crecimiento de Santiago durante la segunda mitad del siglo XIX, la zona norte comienza a desarrollar una naturaleza comercial, debido en parte de la inauguración del ferrocarril Santiago-Valparaíso, que para ese entonces tenía como única gran estación a Estación Central de Ferrocarriles y como un paradero la estación Yungay. Al norte de la ciudad se edifica en 1872 el Mercado Central de Santiago (reemplazando al Mercado de Abasto), que junto con sus alrededores, fue planeado como una zona de libre mercadeo. Debido a esto, en 1888 se construye un ramal que conecta al paradero Yungay con la estación Mercado (o del Mercado); esta concebida para facilitar el transporte de carga desde Valparaíso hacia Santiago. Debido al impulso económico generado por la ya estación Yungay en 1890 y por Mercado, esta zona de Santiago se torna en una sección industrial de la ciudad. La estación Mercado se encontraba en lo que es ahora calle Teatinos y Avenida Presidente Balmaceda, a cuatro cuadras del Mercado; simplemente contaba con un cobertizo que protegía a los pasajeros.

### Estación Mapocho
Hasta ese momento, la costanera norte del río Mapocho eran quintas y terrenos baldíos en los que no existía un control de los robos y otros delitos; pero no fue hasta que Benjamín Vicuña Mackenna comenzó su plan de hermoseamiento de la ciudad; entre sus obras se hallaba la canalización del río Mapocho: este trabajo dejó el borde sur del río para ser utilizado en alguna obra pública. Además de la construcción del Parque Forestal, se piensa en una estación ferroviaria que no fuera para las personas "comunes"; es por esto que 18 de mayo de 1903, el ministro de Industria y Obras Públicas ordena el trazado y presupuesto para el nuevo edificio; el 2 de diciembre de 1904 se confirmó el diseño y la localización. Esta obra fue ideada en función a las celebraciones del centenario de Chile.
El edificio fue originalmente ideado para que se hallara entre las calles Bandera y Morandé, poseyendo una plaza de 2000 m² destinados para vehículos, 5400 m² de edificio que tendrá cuatro andenes longitudinales y tres vías, además de los salones y espacios administrativos.
La construcción del edificio estuvo a cargo del arquitecto chileno Emilio Jecquier, quien después de haber estudiado en Francia cuando la Escuela de Bellas Artes (L'Ecole des Beaux Arts) dominaba con sus edificaciones monumentales y majestuosas del estilo neoclásico, volvió al país influenciado por las enseñanzas del connotado ingeniero francés Gustave Eiffel. La cubierta, originalmente vidriada y hoy de cobre, se construyó en Bélgica y está conformada por cerchas metálicas, rotuladas en base y cúspide. La máxima expresión beaux arts del edificio se aprecia en el detallado modelado de su fachada principal, así como en las columnas y cúpulas del hall de acceso. 
La construcción del edificio comenzó en 1905; se partió con los cimientos y la albañilería, mientras que las vigas metálicas fueron encargadas a la empresa francesa Schneider-Creusot. El edificio fue construido para ser una estación terminal con las comodidades necesarias para pasajeros: baños, restaurantes, kioscos. La gran parte de las ornamentaciones que fueron añadidas al edificio fueron importadas desde Europa.
Debido a problemas con las obras, y siendo que la estación fue terminada para el centenario de Chile, la estación no se inauguró sino hasta el 10 de mayo de 1912 y ser entregada oficialmente en 1914.
Con la edificación de esta estación, el proyecto del "Anillo de hierro" prefigurado por Mackenna en 1872 podía ser finalizado: el ferrocarril de Circunvalación podía cerrarse, uniendo por medio de vías a la estación Mapocho con la estación Providencia. Sin embargo, debido al explosivo desarrollo urbano de Santiago durante la primera mitad del siglo XX, este plan se retrasó, y con la posterior remoción del tramo del ferrocarril de circunvalación desde Providencia hasta estación Ñuñoa, esta planificación urbana se vio descartada.
Los cadetes engañados por la "Guerra de don Ladislao", en julio de 1920 salen desde la estación hacia el norte del país. Los restos de las víctimas del Tragedia de Alpatacal de 1927 arriban a la estación.
En vista de la manifiesta conveniencia de aumentar la capacidad del edificio de la Estación Mapocho, con el fin de instalar nuevas oficinas, se estudió, aprovechando la altura del primer piso, la construcción de un entresuelo que duplicaría la superficie útil. Por decreto del 1 de mayo de 1923, se contrató con los señores Alberto Santelices y Cía, la construcción del entresuelo en el pabellón sur. Este contrato fue ampliado posteriormente por algunas obras extras. Es a mediados de este mismo año que se terminan las obras de construcción de la bodega de equipajes de la estación; la cual inició sus obras el año anterior. Otras obras dentro de la estación fueron la renovación de pinturas, asfaltos, la transformación del hall, la remoción de los ascensores del lado sur del edificio principal, la transformación de la oficina de encuadernación, y la construcción de un pabellón para el Servicio Sanitario, el cual fue aprobado para su construcción el 23 de octubre.
La estación fue habitualmente destinada como recinto de votación desde la elección presidencial de 1964, ocasión en que funcionaron en su interior tanto las mesas de hombres como las de mujeres. Albergó las mesas de votación de varones hasta las elecciones parlamentarias de 1973, siendo punto habitual de reunión de políticos durante dichas jornadas. Volvería a ser recinto de votación a partir de las elecciones de consejeros constitucionales de 2023.
En diciembre de 1976, por Decreto N° 1290, la Estación Mapocho fue declarada Monumento Nacional. Años después, debido a que el recinto se encontraba en un grave estado de deterioro, se cerró temporalmente para hacer remodelaciones que no fructificaron. En 1987 el terminal fue clausurado y el servicio de trenes a Valparaíso fue suspendido indefinidamente. Desde esa fecha, el recinto quedó en desuso y total abandono. La Empresa de los Ferrocarriles del Estado traspasó el edificio a la Corporación de Fomento de la Producción (Corfo) para que vendiera el inmueble y lo privatizara.
La Estación Mapocho llegó a ser la más importante de la red ferroviaria nacional. Desde ella se podía llegar a lugares como la ciudad de Iquique, haciendo conexión en La Calera con el Ferrocarril Longitudinal del Norte. Además, en Llaillay se podía transbordar a Los Andes para seguir a Mendoza y después a Buenos Aires, a través del Ferrocarril Trasandino y con viajes directos al puerto de Valparaíso.

### Centro cultural

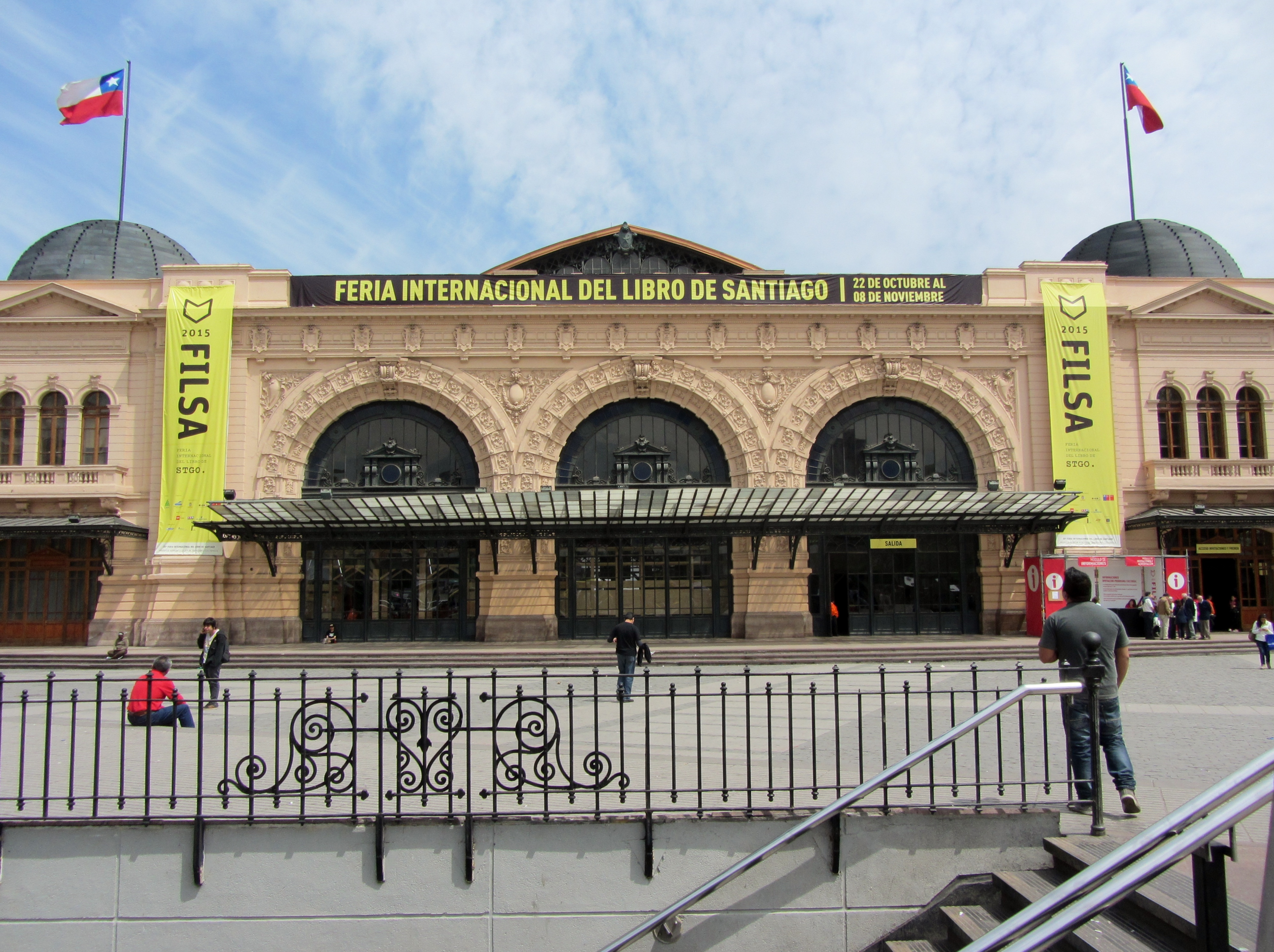
La estación como sede de la FILSA 2015

En febrero de 1991 se constituyó la Corporación Cultural de la Estación Mapocho, institución de derecho privado sin fines de lucro que instauró una experiencia pionera de gestión privada a cargo de un edificio público, ya que si bien pertenece al Estado de Chile, su administración y financiamiento es completamente autogestionado por esta corporación. Desde sus inicios, la misión de esta entidad ha sido preservarlo y desarrollarlo como territorio de creación y difusión de la cultura.
En mayo del mismo año se decidió llamar a Concurso Nacional de Arquitectura para rescatar este emblemático edificio. De un total de veinte proyectos presentados, la propuesta ganadora correspondió al grupo de arquitectos conformado por Teodoro Fernández, Montserrat Palmer, Rodrigo Pérez de Arce y Ramón López. Los profesionales abordaron la remodelación del edificio con un mínimo de intervenciones, revalorando la obra del arquitecto Jecquier y unificando su conjunto. El proyecto, desarrollado por Constructora Internacional (CIL) y supervisado técnicamente por la consultora de ingeniería Cade Idepe, alcanzó un costo total cercano a los diez millones de dólares financiados por el Gobierno de Chile y fue realizado en cuatro etapas, finalizando a principios de 1994.
Durante la primera fase, se remodeló la fachada del edificio tanto en su interior como exterior. Una de las pocas innovaciones que se realizaron fue el cambio de color blanco a ladrillo, actualmente utilizado. En esta etapa también se construyó la Plaza de la Cultura, antiguo lugar de estacionamientos ubicado en el frontis del edificio que se constituyó en un nuevo espacio para las artes y la cultura.
En las etapas siguientes se restauró la gran nave, las salas del segundo nivel y subterráneo del edificio, donde destaca la Sala de las Artes. Luego, la remodelación contempló las instalaciones y terminaciones del costado sur del edificio, andenes y escalera de la Gran Nave. Los trabajos en la última etapa estuvieron dedicados a los portones y sus respectivos rieles del sector Poniente, marquesina y escaleras del sector Norte y el techo de cobre.
La Feria Internacional del Libro de Santiago (FILSA) se celebra en este lugar desde 1989 y la Furia del Libro desde 2023.

### Proyectos propuestos
Según lo que se estipuló en el Plan Maestro de Transporte de Santiago de 2025, se planeó la construcción de un ramal hacia el edificio del centro cultural, vía un ramal ubicado en el tramo entre estación Yungay y Metro Puente Cal y Canto. Se habló de soterrar la vía férrea para minimizar el impacto en el parque de los Reyes y parque de la Familia, y una conexión con el tren Santiago-Batuco y tren Alameda-Melipilla. Sin embargo, esta ruta será cubierta por la Línea 7 del Metro de Santiago, anunciada en 2017, y que tendrá combinación desde Estación Matucana del Tren Santiago-Batuco y estación Puente Cal y Canto.

## Alrededores

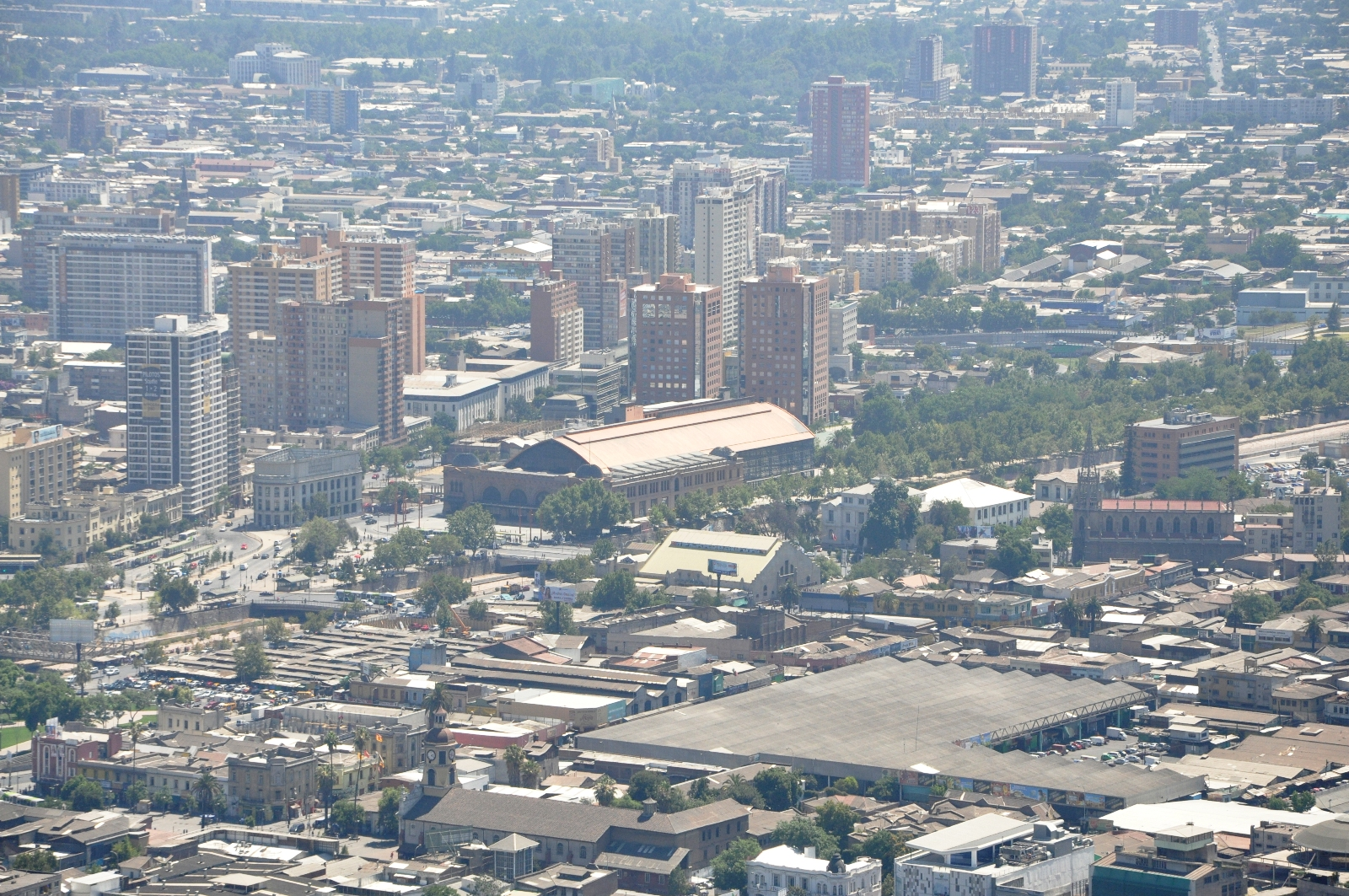
Vista aérea del Centro Cultural Estación Mapocho desde la cumbre del Cerro San Cristóbal.

Su edificio se encuentra ubicado dentro de los límites del antiguo casco histórico de la ciudad de Santiago, cerca del destruido Puente de Cal y Canto. A su costado norte se encuentra el Río Mapocho y en su orilla opuesta, el antiguo Cuartel Borgoño de la Policía de Investigaciones, el peculiar edificio de la piscina de la Universidad de Chile y la Pérgola. En su costado oriental se encuentra el edificio del antiguo Mercado Central de Santiago. 
Esta es una zona muy popular de la ciudad, donde confluyen comerciantes y feriantes de la Vega Central, los restoranes del Mercado y una serie de bares en el costado sur, entre los que destaca La Piojera. Frente a su entrada central se ubica la estación Puente Cal y Canto del Metro de Santiago.
El espacio ubicado por las vías férreas fue ocupada por un extenso parque urbano, llamado Parque de Los Reyes, ya que fue inaugurado en 1992 por el rey Juan Carlos I de España. Este parque se incluye dentro de un gran eje verde compuesto por los parques Balmaceda, Forestal y Padre Renato Poblete.